# Mpanjaka
Mpanjaka is een geslacht van vlinders van de familie spinneruilen (Erebidae).

## Soorten
- M. albicosta Griveaud, 1977
- M. albovirida (Griveaud, 1970)
- M. betschi (Griveaud, 1974)
- M. bruneosparsa Griveaud, 1977
- M. cadoreli Griveaud, 1977
- M. collenettei (Griveaud, 1974)
- M. conioptera (Collenette, 1936)
- M. cydista Collenette, 1954
- M. cyrtozona (Collenette, 1936)
- M. disjunctifascia (Collenette, 1936)
- M. elegans (Butler, 1882)
- M. euthyzona (Collenette, 1959)
- M. funebra Griveaud, 1977
- M. gentilis (Butler, 1879)
- M. grandidieri (Butler, 1882)
- M. hercules Griveaud, 1977
- M. junctifascia (Collenette, 1936)
- M. leucopicta (Collenette, 1936)
- M. maculata (Griveaud, 1977)
- M. montana (Griveaud, 1974)
- M. nigrosparsata (Kenrick, 1914)
- M. obscura Griveaud, 1977

- M. olsoufieffae (Collenette, 1936)
- M. pastor (Butler, 1882)
- M. pauliani Griveaud, 1977
- M. perinetensis (Collenette, 1936)
- M. peyrierasi Griveaud, 1977
- M. polyoides (Collenette, 1959)
- M. problema (Collenette, 1959)
- M. pyrsonota (Collenette, 1939)
- M. renominata (Strand, 1915)
- M. rubrimacula Griveaud, 1977
- M. titan (Collenette, 1959)
- M. varians Griveaud, 1977
- M. vibicipennis (Butler, 1879)
- M. viettei (Collenette, 1954)
- M. viola (Butler, 1879)